# Aspitates lativittata
Aspitates lativittata är en fjärilsart som beskrevs av Edward Alfred Cockayne 1953. Aspitates lativittata ingår i släktet Aspitates och familjen mätare. Inga underarter finns listade i Catalogue of Life.